# Nomisia
Nomisia és un gènere d'aranyes araneomorfes de la família dels gnafòsids (Gnaphosidae). Fou descrita per primera vegada l'any 1921 per R. de Dalmas.
Les espècies d'aquest gènere es troben distribuïdes per la zona paleàrtica i l'afrotropical. A la Península Ibèrica es poden trobar: Nomisia aussereri (L. Koch, 1872), Nomisia celerrima (Simon, 1914) , Nomisia exornata (C. L. Koch, 1839), Nomisia perpusilla Dalmas, 1921 .

## Taxonomia
Segons el World Spider Catalog del 6 de març de 2017, hi ha les següents espècies:
- Nomisia aussereri (L. Koch, 1872)
- Nomisia australis Dalmas, 1921
- Nomisia castanea Dalmas, 1921
- Nomisia celerrima (Simon, 1914)
- Nomisia chordivulvata (Strand, 1906)
- Nomisia conigera (Spassky, 1941)
- Nomisia dalmasi Lessert, 1929
- Nomisia excerpta (O. Pickard-Cambridge, 1872)
- Nomisia exornata (C. L. Koch, 1839)
- Nomisia flavimana Denis, 1937
- Nomisia fortis Dalmas, 1921
- Nomisia frenata (Purcell, 1908)
- Nomisia gomerensis Wunderlich, 2011
- Nomisia graciliembolus Wunderlich, 2011
- Nomisia harpax (O. Pickard-Cambridge, 1874)
- Nomisia kabuliana Roewer, 1961
- Nomisia levyi Chatzaki, 2010
- Nomisia molendinaria (L. Koch, 1866)
- Nomisia monardi Lessert, 1933
- Nomisia montenegrina Giltay, 1932
- Nomisia musiva (Simon, 1889)
- Nomisia negebensis Levy, 1995
- Nomisia notia Dalmas, 1921
- Nomisia orientalis Dalmas, 1921
- Nomisia palaestina (O. Pickard-Cambridge, 1872)
- Nomisia peloponnesiaca Chatzaki, 2010
- Nomisia perpusilla Dalmas, 1921
- Nomisia poecilipes Caporiacco, 1939
- Nomisia punctata (Kulczyński, 1901)
- Nomisia recepta (Pavesi, 1880)
- Nomisia ripariensis (O. Pickard-Cambridge, 1872)
- Nomisia satulla (Simon, 1909)
- Nomisia scioana (Pavesi, 1883)
- Nomisia simplex (Kulczyński, 1901)
- Nomisia tingitana Dalmas, 1921
- Nomisia transvaalica Dalmas, 1921
- Nomisia tubula (Tucker, 1923)
- Nomisia uncinata Jézéquel, 1965
- Nomisia varia (Tucker, 1923)

### Sinonímiesinomen nudum
Segons el World Spider Catalog del 15 de desembre de 2018, hi ha les següents sinonímies i espècies nomen nudum:
- Nomisia anatolica  Seyyar, Ayyildiz & Topçu, 2009 = Nomisia conigera (Spassky, 1941) (Chatzaki, 2010a: 4).
- Nomisia fagei  Dalmas, 1921 = Nomisia excerpta (O. Pickard-Cambridge, 1872) (Barrientos & Gómez, 2014: 105).
- Nomisia henryi  Denis, 1934 = Nomisia celerrima (Simon, 1914) (Ledoux, 2004b: 21).
- Nomisia marginata  (O. Pickard-Cambridge, 1874) = Nomisia aussereri (L. Koch, 1872) (Levy, 1995: 929).
- Nomisia mauretanica  Dalmas, 1921 = Nomisia aussereri (L. Koch, 1872) (Levy, 1995: 929).
- Nomisia soror  Dalmas, 1921 = Nomisia palaestina (O. Pickard-Cambridge, 1872) (Levy, 1995: 938).
- Nomisia thressa  (Pavesi, 1876, T from Pterotricha) = Nomisia aussereri (L. Koch, 1872) (Pérez de San Román y Ruiz de Zárate, 1947: 455).
- Nomisia verneaui  (Simon, 1889) = Nomisia musiva (Simon, 1889) (Wunderlich, 2011: 413, contra Levy, 1995: 933).

Segons el World Spider Catalog del 15 de desembre de 2018, hi ha les següents espècies nomen nudum:
- Nomisia cretaensis  Wunderlich, 2011: 413.